# Руанда на Светском првенству у атлетици на отвореном 2009.
Руанда је учествовала на 12. Светском првенству у атлетици на отвореном 2009. одржаном у Берлину од 15. до 23. августа дванаести пут, односно учествовала је на свим првенствима до данас. Репрезентацију Руанде су представљала два атлетичара (1 мушкарац и 1 жена) који су се такмичили у две дисциплине (1 мушка и 1 женска).
На овом првенству атлетичари Руанде нису освојили ниједну медаљу али је оборен један национални и један лични рекорд.

## Учесници
| Мушкарци: - Dieudonné Disi — Маратон | Жене: - Епифани Нирабараме — Маратон |

## Резултати

### Мушкарци
| Атлетичар      | Дисциплина | Лични рекорд | Финале            | Финале            | Детаљи |
| Атлетичар      | Дисциплина | Лични рекорд | Резултат          | Место             | Детаљи |
| -------------- | ---------- | ------------ | ----------------- | ----------------- | ------ |
| Dieudonné Disi | Маратон    | 2:12:51      | Није завршио трку | Није завршио трку |        |

### Жене
| Атлетичарка        | Дисциплина | Лични рекорд | Финале         | Финале       | Детаљи |
| Атлетичарка        | Дисциплина | Лични рекорд | Резултат       | Место        | Детаљи |
| ------------------ | ---------- | ------------ | -------------- | ------------ | ------ |
| Епифани Нирабараме | Маратон    | 2:41:33      | 2:33:59 НР, ЛР | 25 / 59 (71) |        |